# ENAC Alumni
ENAC Alumni (også kendt som INGENAC) er en nonprofit alumni-forening grundlagt i 1987 og registreret i Toulouse. Det blev grundlagt af Robert Aladenyse.
Foreningens vigtigste mission er at udvikle et image af École nationale de l'aviation civile (også kendt som det franske civile luftfartsuniversitet), den første europæiske forskerskole inden for luftfart. I 2020 repræsenterer det næsten 26.000 mennesker, hvilket gør foreningen til den største i Frankrig for luftfartsstudier.

## Historie
Da École nationale de l'aviation civile blev oprettet i 1949, blev embedsmænd fra Direction Générale de l'Aviation Civile først uddannet. I begyndelsen af 1970'erne begyndte universitetet at uddanne ikke-embedsmænd til luftfartsindustrien. Antallet af civile studerende vokser i 1980'erne, og derefter blev en alumni-forening en no-brainer. Robert Aladenyse (1931-2003, gradueret 1964) besluttede i 1987 at oprette en nonprofitorganisation til alumnen Diplôme d'ingénieur kaldet INGENAC. I 2000'erne tilskyndede udviklingen i Frankrig af Masters- og Mastère Spécialisé-kurserne foreningen til at byde velkommen og repræsentere disse nye studerende.
Den 1. januar 2010 fusionerede ENAC med SEFA og blev det største luftfartsuniversitet i Europa. Derfor besluttede INGENAC at ændre navn til at blive ENAC Alumni og samle kandidater fra alle grader fra École nationale de l'aviation civile. Det træder i kraft i marts 2012.
ENAC Alumni er medlem af Conférence des grandes écoles.

## Ekstern henvisning
- http://www.alumni.enac.fr Arkiveret 17. november 2017 hos  Wayback Machine (fransk) (engelsk)

43°33′55″N 1°28′45″Ø / 43.5653197°N 1.4790431°Ø